# مکسی روزنبلوم
مکسی روزنبلوم (انگلیسی: Maxie Rosenbloom; ۱ نوامبر ۱۹۰۷ – ۶ مارس ۱۹۷۶) بوکسور، بازیگر تلویزیون و بازیگر سینما اهل ایالات متحده آمریکا بود.
از فیلم‌ها یا برنامه‌های تلویزیونی که وی در آن نقش داشته‌است می‌توان به دارودسته‌های نیویورکی اشاره کرد.